# Laval-sur-Luzège
Laval-sur-Luzège är en kommun i departementet Corrèze i regionen Nouvelle-Aquitaine i de centrala delarna av Frankrike. Kommunen ligger  i kantonen Lapleau som tillhör arrondissementet Tulle. År 2022 hade Laval-sur-Luzège 102 invånare.

## Befolkningsutveckling
Antalet invånare i kommunen Laval-sur-Luzège
Referens:INSEE